# Ironman d'Hawaï 1985
Navigation
Édition précédente Édition suivante
L'Ironman d'Hawaï 1985 se déroule le 26 octobre 1985 à Kailua-Kona dans l'État d'Hawaï. Il est organisé par la Hawaï Triathlon Corporation 

## Résultats

### Hommes
| Pos.     | Temps           | Nom               | Pays                 | Détail temps    | Détail temps | Détail temps    | Détail temps | Détail temps    |
| Pos.     | Temps           | Nom               | Pays                 | Natation        | T1           | Cyclisme        | T2           | Course à pied   |
| -------- | --------------- | ----------------- | -------------------- | --------------- | ------------ | --------------- | ------------ | --------------- |
|          | 8 h 50 min 54 s | Scott Tinley      | États-Unis           | 55 min 13 s     | 0 min 00 s   | 4 h 54 min 07 s | 0 min 00 s   | 3 h 01 min 33 s |
|          | 9 h 16 min 40 s | Chris Hinshaw     | États-Unis           | 49 min 53 s     | 0 min 00 s   | 4 h 57 min 50 s | 0 min 00 s   | 3 h 28 min 56 s |
|          | 9 h 26 min 32 s | Carl Kupferschmid | Suisse               | 1 h 11 min 47 s | 0 min 00 s   | 5 h 10 min 35 s | 0 min 00 s   | 3 h 04 min 09 s |
| 4        | 9 h 32 min 15 s | Hannes Blaschke   | Allemagne de l'Ouest | 1 h 03 min 24 s | 0 min 00 s   | 5 h 02 min 13 s | 0 min 00 s   | 3 h 26 min 36 s |
| 5        | 9 h 35 min 14 s | Tom Charles       | États-Unis           | 1 h 02 min 23 s | 0 min 00 s   | 5 h 28 min 09 s | 0 min 00 s   | 3 h 04 min 41 s |
| 6        | 9 h 37 min 49 s | Danny Banks       | États-Unis           | 51 min 58 s     | 0 min 00 s   | 5 h 06 min 56 s | 0 min 00 s   | 3 h 38 min 54 s |
| 7        | 9 h 38 min 10 s | Mike Pigg         | États-Unis           | 57 min 52 s     | 0 min 00 s   | 5 h 23 min 12 s | 0 min 00 s   | 3 h 17 min 06 s |
| 8        | 9 h 43 min 09 s | Klaus Barth       | Allemagne de l'Ouest | 55 min 20 s     | 0 min 00 s   | 5 h 19 min 33 s | 0 min 00 s   | 3 h 28 min 15 s |
| 9        | 9 h 46 min 27 s | Steven Mudgett    | États-Unis           | 1 h 01 min 53 s | 0 min 00 s   | 5 h 26 min 03 s | 0 min 00 s   | 3 h 18 min 31 s |
| 10       | 9 h 47 min 22 s | Michael Kirtley   | États-Unis           | 1 h 02 min 27 s | 0 min 00 s   | 5 h 40 min 23 s | 0 min 00 s   | 3 h 04 min 31 s |
| Source : |                 |                   |                      |                 |              |                 |              |                 |

### Femmes
| Pos.     | Temps            | Nom                | Pays        | Détail temps    | Détail temps | Détail temps    | Détail temps | Détail temps    |
| Pos.     | Temps            | Nom                | Pays        | Natation        | T1           | Cyclisme        | T2           | Course à pied   |
| -------- | ---------------- | ------------------ | ----------- | --------------- | ------------ | --------------- | ------------ | --------------- |
|          | 10 h 25 min 22 s | Joanne Ernst       | États-Unis  | 1 h 01 min 42 s | 0 min 00 s   | 5 h 39 min 13 s | 0 min 00 s   | 3 h 44 min 26 s |
|          | 10 h 26 min 55 s | Elizabeth Bulman   | États-Unis  | 1 h 01 min 11 s | 0 min 00 s   | 6 h 01 min 16 s | 0 min 00 s   | 3 h 24 min 27 s |
|          | 10 h 31 min 04 s | Paula Newby-Fraser | Zimbabwe    | 59 min 38 s     | 0 min 00 s   | 5 h 54 min 26 s | 0 min 00 s   | 3 h 36 min 59 s |
| 4        | 10 h 36 min 36 s | Nancy Harrison     | États-Unis  | 1 h 21 min 04 s | 0 min 00 s   | 5 h 40 min 38 s | 0 min 00 s   | 3 h 34 min 54 s |
| 5        | 10 h 47 min 35 s | Sarah Springman    | Royaume-Uni | 1 h 06 min 49 s | 0 min 00 s   | 5 h 45 min 41 s | 0 min 00 s   | 3 h 55 min 04 s |
| 6        | 10 h 48 min 41 s | Kathleen McCartney | États-Unis  | 1 h 16 min 54 s | 0 min 00 s   | 5 h 48 min 35 s | 0 min 00 s   | 3 h 43 min 11 s |
| 7        | 10 h 55 min 03 s | Bonnie Barton-Hill | États-Unis  | 1 h 22 min 34 s | 0 min 00 s   | 6 h 06 min 39 s | 0 min 00 s   | 3 h 25 min 49 s |
| 8        | 10 h 55 min 04 s | Juliana Brening    | États-Unis  | 57 min 51 s     | 0 min 00 s   | 5 h 50 min 56 s | 0 min 00 s   | 4 h 06 min 16 s |
| 9        | 11 h 03 min 26 s | Janet Greenleaf    | États-Unis  | 58 min 19 s     | 0 min 00 s   | 5 h 57 min 50 s | 0 min 00 s   | 4 h 07 min 16 s |
| 10       | 11 h 03 min 52 s | Elizabeth Nelson   | États-Unis  | 1 h 21 min 23 s | 0 min 00 s   | 6 h 00 min 55 s | 0 min 00 s   | 3 h 41 min 32 s |
| Source : |                  |                    |             |                 |              |                 |              |                 |